# Ульянов, Антон Владимирович
Антон Владимирович Ульянов (род. 27 февраля 1978, Электросталь, Московская область) — российский хоккеист, защитник. Мастер спорта России.

## Биография
Воспитанник «Кристалла» Электросталь, тренеры Юрий Ляпкин, Анатолий Кривошеев, Андрей Кобяков, Рязанцев, Владимир Мариничев, Вячеслав Носов. С сезона 1996/97 — в «Кристалле-2», в переходном турнире дебютировал в составе «Кристалла». Играл за команды «Спартак» Москва (1999/2000), «Корд» Щёкино (2000/01), «Кристалл» Саратов, МГУ и «Русич-Эксима» Владимир (все — 2001/02) , ТХК (2002/03, 2009/10, 2010/11), «Крылья Советов» (2002/03 — 2005/06), «Амур» Владивосток, «Химик» Воскресенск и «Дмитров» (все — 2006/07). Сезон 2007/08 начал в киевском «Соколе». В конце октября после матча в Электростали был отчислен, и завершал сезон в родном «Кристалле».
Далее выступал за клубы «Титан» Клин и «Латгале» (Латвия, оба — 2008/09), «Рязань», «Рязань-2», «Сарыарка» Караганда, Казахстан и ТХК (все — 2009/10), «Буран» Воронеж и ТХК (оба — 2010/11). Завершал карьеру в «Кристалле» Электросталь (2011/12 — 2012/13).
Участник хоккейного турнира зимней Универсиады 1999. Автор «золотого гола», который вывел «Крылья Советов» в Суперлигу в 2006 году.
Участник чемпионата мира по инлайн-хоккею (ФИРС) 2014.
Окончил МГАФК. Тренер-преподаватель первой квалификационной категории в «Кристалле» Электросталь.